# Sonja Gerhardt
Sonja Gerhardt (ur. 2 kwietnia 1989 w Berlinie) – niemiecka aktorka.

## Życiorys
Zadebiutowała rolą Alex w niemieckiej telenoweli Miłość puka do drzwi. Zagrała też jedną z głównych ról w filmie Lato i Die Wilden Hühner und das Leben. W 2008 roku podkładała głos do niemieckiego Camp Rock.

## Filmografia
- 2006: Miłość puka do drzwi, jako Alexandra Alex Hayden
- 2008: Lato, jako Vic
- 2009: Die Wilden Hühner und das Leben, jako Melanie
- 2009: Wulkan, jako Paula Maug
- 2010: Poszukiwacze świętej włóczni, jako Kriemhild Meiers
- 2012: Śnieżka i Różyczka, jako Śnieżka
- 2015: Deutschland 83, jako Annett Schneider
- 2016: Ku’damm 56 jako Monika Schöllack
- 2018: Ku’damm 59 jako Monika Schöllack

Od 2006 roku pojawia się na wielu galach i konkursach. Zdobyła nagrodę na Jetix Kids Awards.